# Euscelis caudatus
Euscelis caudatus är en insektsart som beskrevs av Henry Fairfield Osborn 1926. Euscelis caudatus ingår i släktet Euscelis och familjen dvärgstritar. Inga underarter finns listade i Catalogue of Life.